# Tedi Thurman
Theodora "Tedi" Thurman (nacida como Dorothy Ruth Thurman; 23 de junio de 1923-17 de septiembre de 2012) fue una modelo y actriz que alcanzó la fama en la década de 1950 como Miss Monitor en el programa Monitor de la NBC, un show de radio de fin de semana con duración de 40 horas, desarrollado por Pat Weaver.
Nació en Midville (Georgia). Era hija de un banquero, y originalmente planeaba convertirse en pintora, estudiando en el Instituto Corcoran en Washington D. C.. Los planes de su carrera cambiaron, y se fue a Nueva York para convertirse en modelo. Su primera fotografía terminó en una portada de Vogue, trayendo consigo muchos otros trabajos como modelo y algunos trabajos en seriales televisivos.